# Pintér Sándor (orvos)
Pintér Sándor (Debrecen, 1934. május 29. – Szeged, 2022. december 12.) magyar orvos, gyermekgyógyász, egyetemi tanár, emeritus professzor. Az orvostudományok kandidátusa (1974).

## Életpályája
Általános és középiskolai tanulmányait Karcagon végezte el. Édesapját 1956-ban elveszítette. 1958-ban diplomázott a Debreceni Orvostudományi Egyetemen. 1960-ban kapott állást a Szegedi Gyermekklinikán. 1962-ben csecsemő- és gyermekgyógyászatból szakvizsgát tett. 1966-ban a fertőző betegségekből tett szakvizsgát. 1967-ben kezdte tudományos munkáját a Szegedi Orvostudományi Egyetem Gyermekklinikáján. 1970–1971 között az Oxfordi Egyetemen tanult. 1971-ben Prágában tanult. 1975–1991 között a szolnoki Hetényi Géza Kórház gyermek- és ifjúsági osztályának vezető főorvosa volt. 1991-ben Stockholmban tanult. 1991-ben Philadelphiában és Bostonban tanult. 1991–1999 között a Szegedi Orvostudományi Egyetem Gyermekgyógyászati Klinikájának igazgatója volt. 1991–2004 között egyetemi tanár volt. 1992-ben Kószó Péter felkérésre a Szegedi Újszülött Életmentő Szolgálat Alapítvány kuratóriumi elnöke lett. 1993–1998 között a Gyermekgyógyászati Szakmai Kollégium elnöke volt. 1994-ben Los Angelesben, Houstonban és New Havenben tanult. 2006-ban megalapította a Magyar Koraszülött és Újszülött Mentő Alapítványt. 2015-ben Szegeden megnyitotta az Újszülött Életmentő Szolgálat Tanácsadó és Továbbképző Központot.
Temetése Szegeden, a Belvárosi temetőben történt.

## Művei
- Gyermekgyógyászati sürgősségi ellátás (1983)

## Díjai
- Schöpf-Mérei Ágost-emlékérem (1994)[8]
- Karcag díszpolgára (2001)
- Szolnok díszpolgára (2009)
- A Magyar Érdemrend Középkeresztje (2014)
- Szeged díszpolgára (2017)[4][8]